# Steinburg (Stormarn)
Pour les articles homonymes, voir Steinburg.
Steinburg est une commune allemande du Schleswig-Holstein, située dans l'arrondissement de Stormarn (Kreis Stormarn), à onze kilomètres à l'est de la ville d'Ahrensburg. Steinburg fait partie de l'Amt Bad Oldesloe-Land (« Bad Oldesloe-campagne ») qui regroupe neuf communes autour de Bad Oldesloe.